# Here!
here!是美國一家面向LGBT觀衆的付費電視新聞網。自2002年開臺以來，here!在全美主要的有綫電視系統和互聯網電視提供商上提供全天候24x7的收費頻道訂閲，隨選視訊服務。
here!積極參與LGBT社區活動，並為每年的同志活動，比如驕傲遊行、電影節以及數個組織提供贊助。

## 分佈
here!可以在下面的視訊供應商上收看：
Atlantic Broadband、Bend Broadband、Brighthouse Networks、Buckeye CableSystem、Cablevision、Charter、康卡斯特、Cox、RCN、Sigecom、Time Warner Cable、威訊通訊、WOW!以及在加拿大的Rogers Cable上提供隨選視訊服務。
here!也可以在以下的网络电视供應商上收看：Akimbo、AOL、MSN、DaveTV、MobiTV、Google以及Movielink。

## 節目
here!提供各種各樣的男女同志原創電影和電視劇。

## 外部連結
- here!（页面存档备份，存于）